# Chłodnia Składowa w Toruniu
Chłodnia Składowa w Toruniu – zakład przemysłu rolno-spożywczego w Toruniu. Została wzniesiona w drugiej połowie latach 60. XX wieku w ramach planu pięcioletniego na lata 1966–1970. W latach 70. została rozbudowana. W 1988 przedsiębiorstwo zatrudniało 350 osób. Wartość produkcji sprzedanej w tamtym roku wynosiła 1 900 mln zł, a wartość środków trwałych brutto 1 400 mln zł.